# Roszczino (przystanek kolejowy)
Roszczino (ros. Рощино) – przystanek kolejowy w pobliżu miejscowości Kulikowo, w rejonie zielenogradskim, w obwodzie królewieckim, w Rosji. Położony jest na linii Królewiec – Zielenogradsk – Swietłogorsk.